# Marlén Eguiguren
Marlén Eguiguren Ebensperger (5 de enero de 1979) es una periodista chilena.

## Biografía
Es hija de la también periodista Karin Ebensperger y nieta de la exatleta Marlene Ahrens.
Estudió periodismo en la Pontificia Universidad Católica de Chile y se tituló en 2002. 
Inició su trayectoria profesional como reportera de la sección de Política en el Diario La Segunda en 2002, donde también cubrió temas de innovación en la sección de Economía. En 2008 se integró a CNN Chile como parte del equipo fundador, canal en el que ocupó el cargo de Editora Senior de Economía. Desde ese lugar creó y condujo el programa Agenda Económica. Este espacio ha recibido importantes reconocimientos desde el mundo de la Academia, Gremial y Empresarial, por su aporte a la discusión y convesación de los temas económicos en la Televisión. Como parte de sus actividades en CNN Chile, entrevistó a destacados economistas, empresarios y actores del mundo financiero local e internacional. Varios Premio Nobel conversaron con ella para el programa Agenda Económica. Entre ellos figuran Thomas Sargent, Paul Krugman y Joseph Stiglitz, además de importantes actores del mundo económico global como el empresario Steve Forbes, Richard Branson o el analista indio Rushir Sharma.
Fue conductora del programa financiero-bursátil de Radio Duna, Información Privilegiada, entre los años 2008 y 2014. Además, participó del programa, durante su permanencia en la Radio Duna, participó activamente del programa de conversación y opinión Hablemos en Off. A inicios de 2013 fue invitada a participar en el proyecto televisivo de Copesa, llamado 3TV, en donde tendría a su cargo la conducción del noticiero de la mañana.   
Luego del proyecto de Copesa, fue invitada a integrarse al departamento de prensa de Canal 13, donde estuvo a cargo de la conducción de Teletrece Noche y del noticiero Teletrece Central de los días Domingo. En Canal 13 estuvo entre noviembre de 2013 y octubre de 2014 y le tocó participar en coberturas como el Terremoto que afectó al Norte de Chile en 2014; los voraces incendios que afectaron a Valparaíso ese mismo año; y la resolución de la Corte Internacional de Justicia (con sede en La Haya) sobre el diferendo marítimo entre Chile y Perú.    
Desde diciembre de 2014 está en la Dirección del sitio de noticias Emol, perteneciente al grupo de medios de El Mercurio SAP, desde donde ha liderado la estrategia para posicionar al sitio como el líder en noticias en Chile.